# 캐리비안의 해적 (놀이기구)

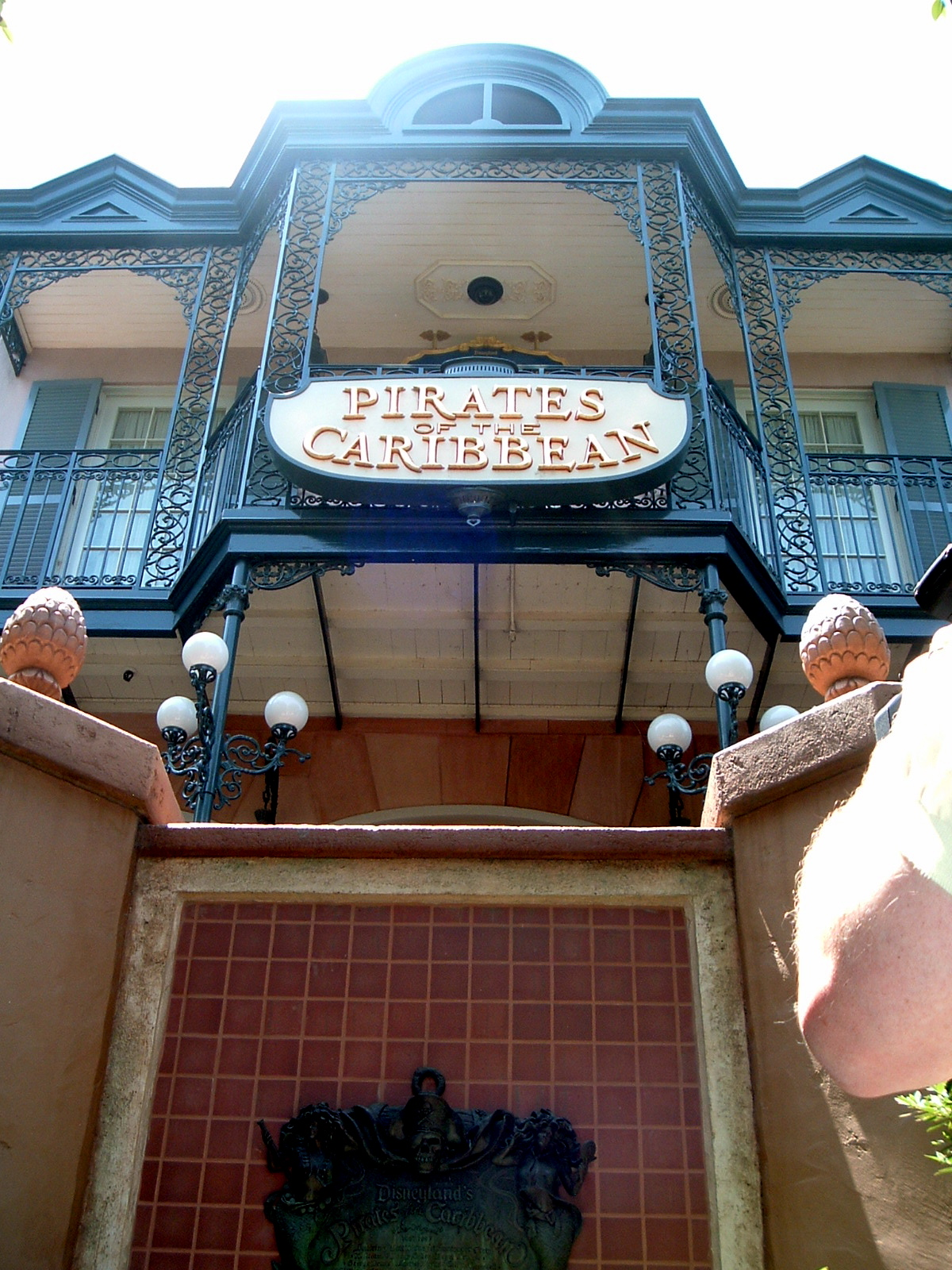
디즈니랜드의 캐리비안의 해적

캐리비안의 해적(영어: Pirates of the Caribbean)은 디즈니 파크의 놀이기구로, 디즈니랜드, 매직 킹덤, 도쿄 디즈니랜드, 디즈니랜드 파리에 각각 있다.